# La Plume blanche
Ne doit pas être confondu avec Éditions Plume Blanche.
Pour plus de détails, voir Fiche technique et Distribution.
La Plume blanche (titre original : White Feather) est un western américain de Robert D. Webb, sorti en 1955.

## Synopsis
En 1878, au Wyoming, un officier américain est chargé de signer un traité de paix avec les indiens.

## Fiche technique
- Titre : La Plume blanche
- Titre original : White Feather
- Réalisation : Robert D. Webb
- Scénario : Delmer Daves et Leo Townsend d'après une histoire de John Prebble
- Musique originale : Hugo Friedhofer
- Photographie : Lucien Ballard
- Direction artistique : Jack Martin Smith
- Costumes : Travilla et Sam Benson
- Producteur : Robert L. Jacks
- Société de production : Panoramic Productions
- Pays de production :  États-Unis
- Format : couleurs (Technicolor) - Son : 4-Track Stereo (Western Electric Recording)
- Genre : western
- Durée : 102 minutes
- Date de sortie :
- États-Unis : 16 février 1955

## Distribution
Les VF indiquées ci-dessous proviennent d'un doublage plus tardif (vers le courant des années 80).
- Robert Wagner (VF : Emmanuel Jacomy) : Josh Tanner
- Debra Paget (VF : Véronique Alycia) : Appearing Day
- John Lund (VF : Marcel Guido) : Colonel Lindsay
- Jeffrey Hunter (VF : Bernard Lanneau) : Little Dog (Petit Chien en VF)
- Eduard Franz (VF : Yves Barsacq) : Chef Broken Hand (Main cassée en VF)
- Noah Beery Jr. (VF : Mario Santini) : Lt. Ferguson
- Iron Eyes Cody : Chef amérindien
- Virginia Leith : Ann Magruder
- Emile Meyer (VF : Claude Joseph) : Magruder
- Hugh O'Brian : American Horse
- Milburn Stone (VF : Jacques Brunet) : Commissaire Trenton

## À noter
- La plume blanche qui a permis de donner ce titre au film est celle qui est fixée au coutelas que l'indien lance aux pieds des négociateurs pour leur indiquer qu'il n'est pas d'accord avec les conclusions du traité de paix.